# Camponotus fuscipennis
Camponotus fuscipennis é uma espécie de inseto do gênero Camponotus, pertencente à família Formicidae.